# Huskisson, New South Wales
Huskisson är en ort i Australien. Den ligger i kommunen Shoalhaven och delstaten New South Wales, i den sydöstra delen av landet, omkring 140 kilometer söder om delstatshuvudstaden Sydney.
Närmaste större samhälle är Nowra, omkring 18 kilometer norr om Huskisson. 
Runt Huskisson är det glesbefolkat, med 18 invånare per kvadratkilometer. Genomsnittlig årsnederbörd är 1 488 millimeter. Den regnigaste månaden är mars, med i genomsnitt 218 mm nederbörd, och den torraste är juli, med 41 mm nederbörd.